# Kōken Tennō
Kōken Tennō (孝謙天皇?  , 718 – 28 de agosto de 770) fue la 46.ª y 48.ª Emperatriz de Japón, según el orden tradicional de sucesión. La emperatriz tuvo dos reinados: el primero, bajo el nombre de Kōken Tennō, transcurrió desde 749 hasta 758. Ese año abdicó a favor de su primo tercero, el Emperador Junnin, pero seis años después lo destronó y volvió a ascender al trono bajo el nombre de Shōtoku Tennō (称徳天皇?), reinando hasta su muerte en 770.
Antes de ser ascendida al Trono de Crisantemo, su nombre personal (imina) era Princesa Abe (阿部内親王 Abe-naishinnō?).

## Biografía
Era hija del Emperador Shōmu y la Emperatriz Kōmyō.
La Princesa Abe asumió el trono en 749, a la edad de 31 años, tras la abdicación de su padre. Toma el nombre de Emperatriz Kōken.
En 757, tras la muerte del Emperador Shōmu, la emperatriz decide nombrar al Príncipe Imperial Ōi como Príncipe de la Corona, en vez del Príncipe Imperial Funado, quien fue designado en el testamento del fallecido emperador. Al año siguiente abdicó del trono a la edad de 39 años, en favor de su primo tercero e hijo adoptivo, el Príncipe Imperial Ōi; quien sería el Emperador Junnin. No obstante, el poder del nuevo emperador era minúsculo y la retirada emperatriz regía de facto.
Así, en 764, destrona al Emperador Junnin y la emperatriz reasciende al trono a la edad de 45 años, con el nombre de Emperatriz Shōtoku.
La emperatriz era una devota budista, de hecho nunca renunció a los votos siendo emperatriz. Estuvo allegada con un monje budista llamado Dōkyō a quien le otorgó poder y títulos. Este suceso demostraba el poder creciente del clero budista y un factor clave del traslado de la capital a Nagaoka-kyō en 784 por el Emperador Kanmu.
La emperatriz fallece de viruela en 770 y fue sucedida por su primo tercero, Kōnin.

## Kugyō
Kugyō (公卿) es el término colectivo para los personajes más poderosos y directamente ligados al servicio del emperador del Japón anterior a la restauración Meiji. Eran cortesanos hereditarios cuya experiencia y prestigio les había llevado a lo más alto del escalafón cortesano.
Como Kōken Tennō
- Taihō: Emi no Oshikatsu (anteriormente Fujiwara no Nakamaro)[3]
- Sadaijin: Tachibana no Moroe (anteriormente Príncipe Imperial Katsuragi)[3]
- Udaijin: Fujiwara no Nakamaro[3]
- Udaijin: Fujiwara no Toyonari[3]
- Nadaijin:
- Dainagon:

Como Shōtoku Tennō
- Daijō Daijin: Dōkyō[5]
- Sadaijin:
- Udaijin: Kibi no Makibi[5]
- Udaijin:
- Nadaijin:
- Dainagon: Fujiwara no Matate[5]

## Eras
Como Emperatriz Kōken
- Tenpyō-kanpō (749)
- Tenpyō-shōhō (749 – 757)
- Tenpyō-hōji (757 – 765)

Como Emperatriz Shōtoku
- Tenpyō-hōji (757 – 765)
- Tenpyō-jingo (765 – 767)
- Jingo-keiun (767 – 770)